# Anak (See)
Der Anak (indonesisch Danau Anak) ist ein See auf der indonesischen Insel Roti (Kleine Sundainseln).

## Geographie
Der Anak liegt im Distrikt Rote Barat Daya (Regierungsbezirk Rote Ndao, Provinz Ost-Nusa Tenggara).

## Fauna
Der Anak ist eines der Gebiete, in denen man letzte Exemplare der Chelodina mccordi mccordi findet, eine Unterart der McCords Schlangenhalsschildkröte. Auch hier steht sie durch illegalen Tierhandel und Verlust von Lebensraum kurz vor der Ausrottung.